# Eishaus (Weimar)

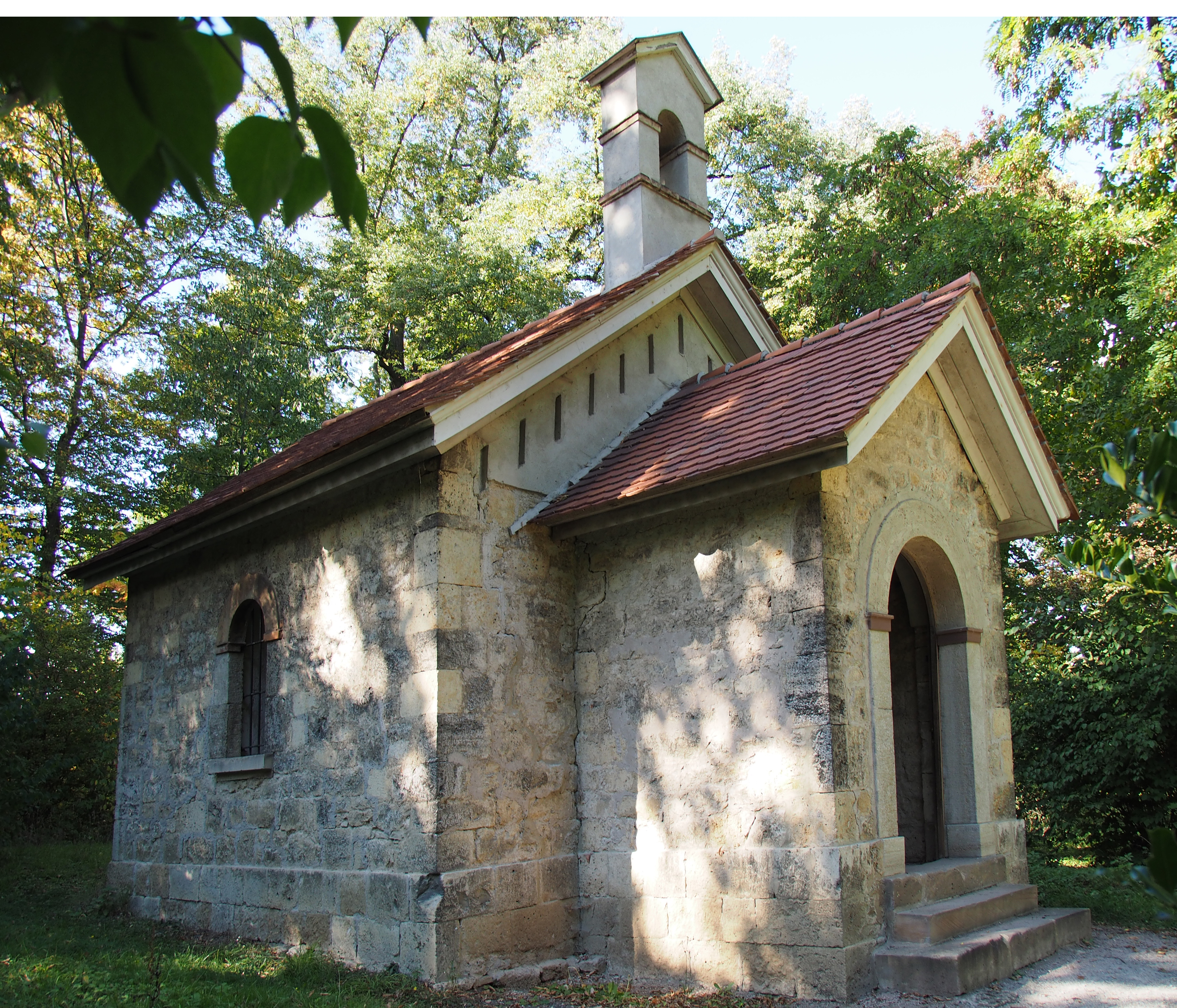
Eishaus (erbaut um 1863)

Im Park von Belvedere (Weimar) nahe der Straße nach Possendorf und Vollersroda befindet sich das um 1863 errichtete Eishaus mit Steinbank und Blumenkorb. Der Blumenkorb befindet sich gegenüber der Steinbank. Die Steinbank besitzt keine Lehne, aber Voluten an der Sitzfläche. Die Beine sind mit Triglyphen verziert. Beides ist aus Sandstein gefertigt. Es entstand in der Regierungszeit von Großherzog Carl Alexander, für den dieses gewissermaßen der Kühlschrank war. Nach diesem kam es im Park von Belvedere zu keinen wesentlichen Veränderungen mehr. 
Das Eishaus wurde im Stile einer kleinen Kapelle errichtet. Auf dem Satteldach befindet sich ein Aufsatz, der an einen Glockenstuhl erinnert. Diese Funktion hatte er nie, auch ist keine Glocke eingehängt. Im Innern befinden sich Werkzeuge, die der Eisgewinnung dienten. Das sind Eissäge und Eisblockzange. Nach unten hin findet sich eine in mehreren Lagen gemauerte Eisgrube in Zylinderform, die mehrere Meter tief ist. Zwischen den Lagen befanden sich Luftschichten, die die Kälte isolierten. Die umherstehenden Bäume gewährleisteten den Schatten und schützten so das Haus vor der direkten Sonneneinstrahlung. Es verfügte auch über ein Schleusensystem. Es war und ist fest verschlossen. Von dem Eishaus ist auch ein Aufriss erhalten. Unweit vom Eishaus befindet sich der um 1780 angelegte Schirmteich. Dieser wurde nach 1860 auch zur Blockeisgewinnung genutzt.
Das Eishaus mit Steinbank und Blumenkorb befindet sich auf der Liste der Kulturdenkmale in Weimar.

Eishaus im Schlosspark von Belvedere
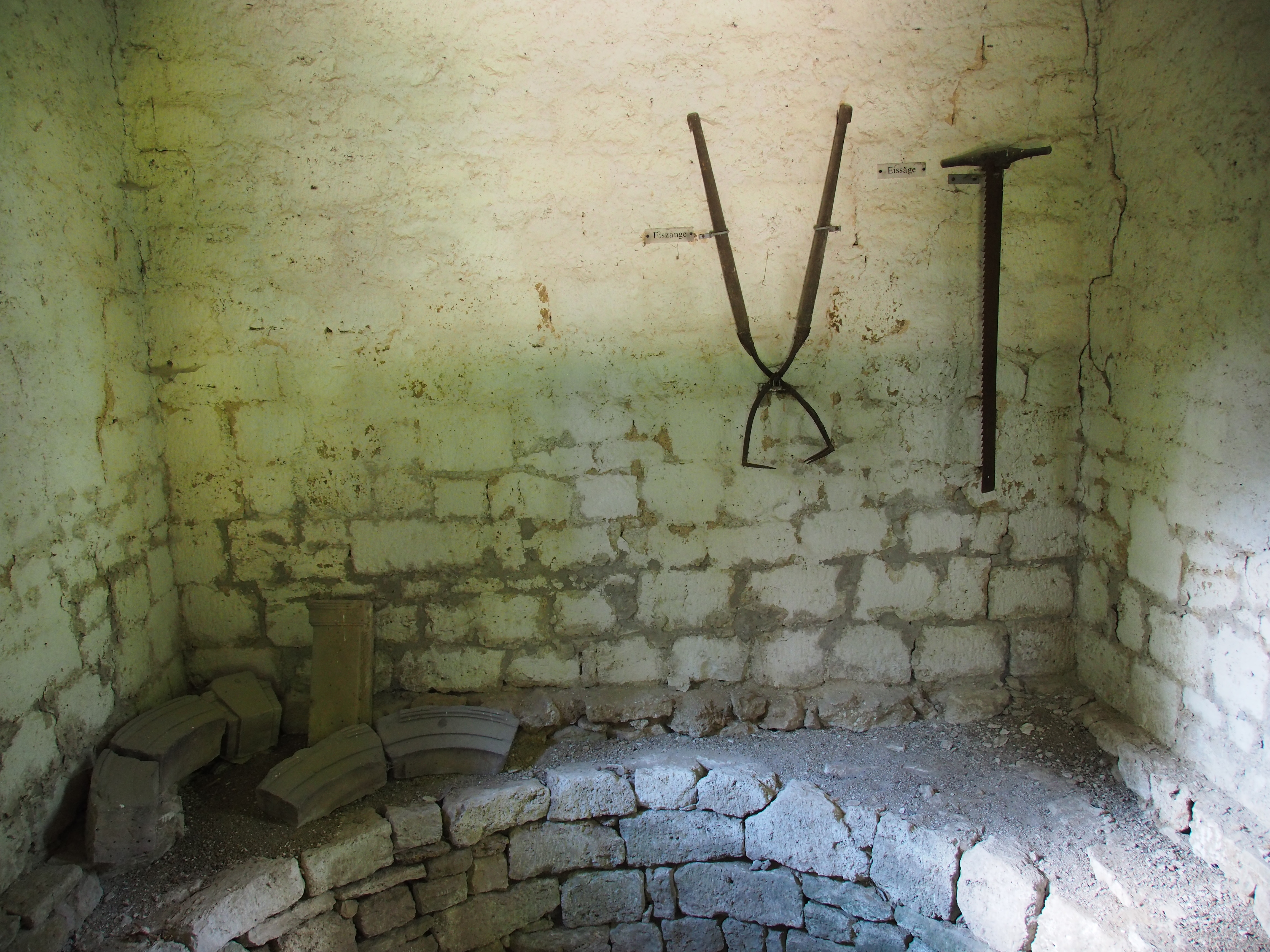
Innenraum des Eishauses mit den Eiswerkzeugen an der Wand
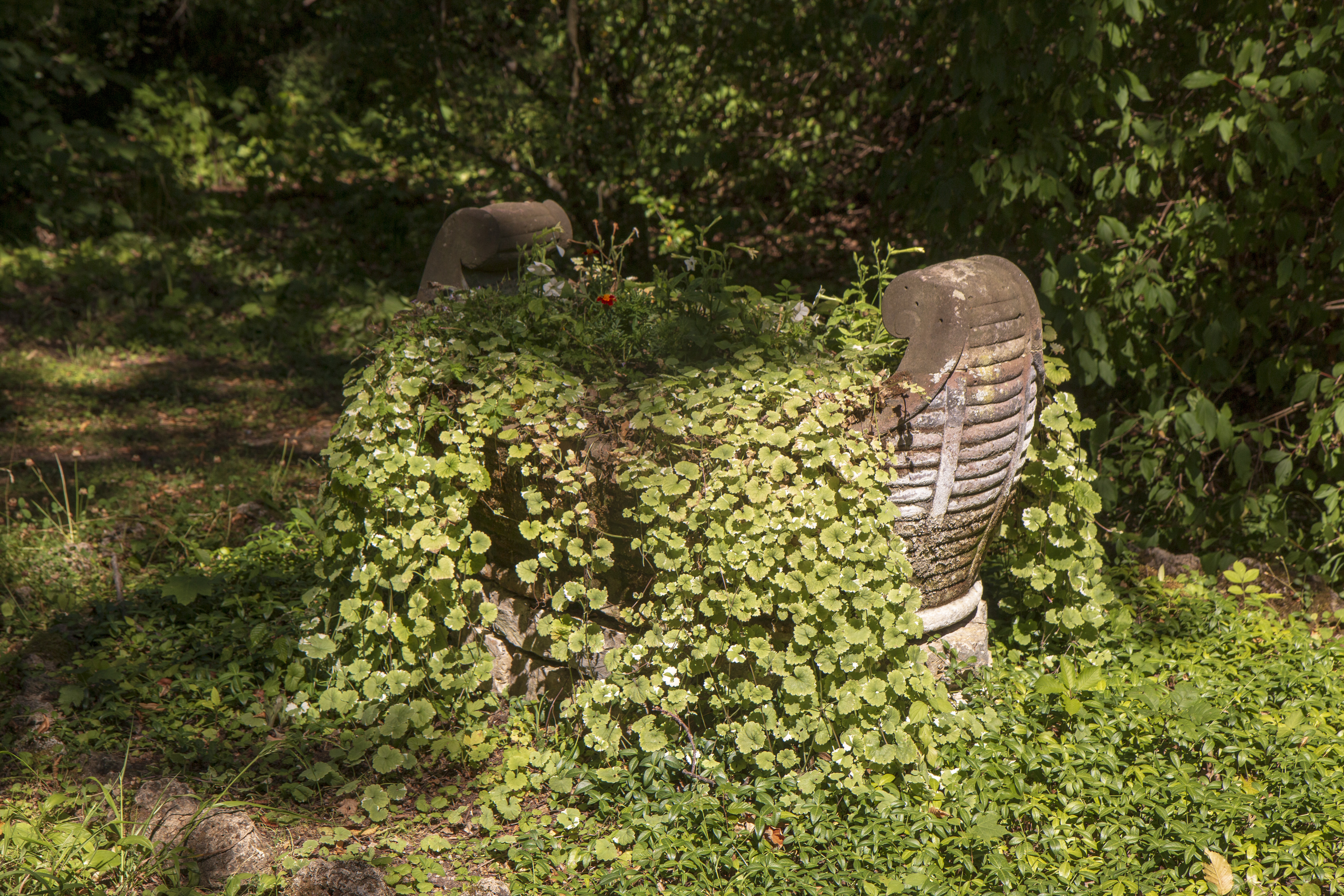
Blumenkorb
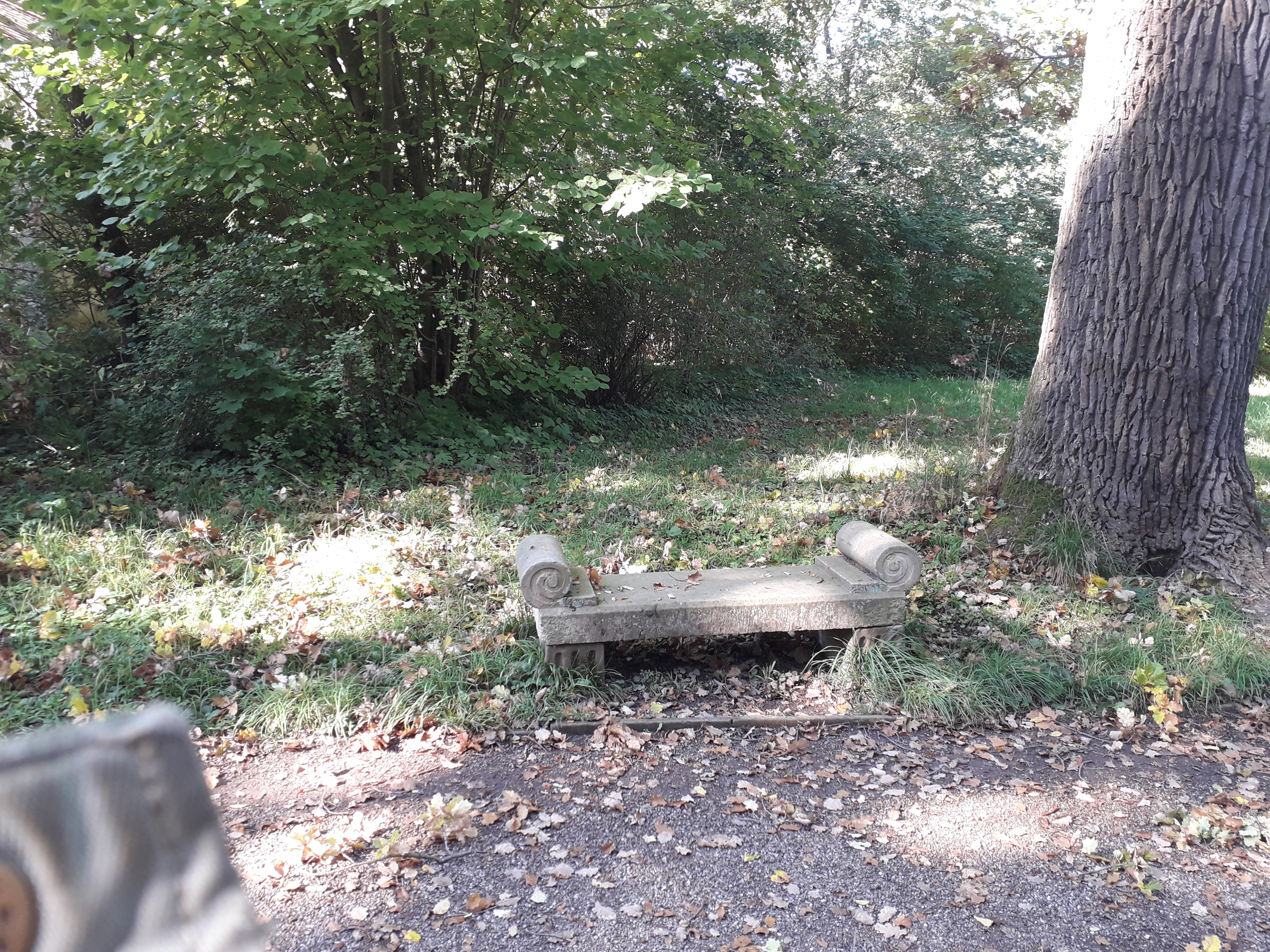
Steinbank
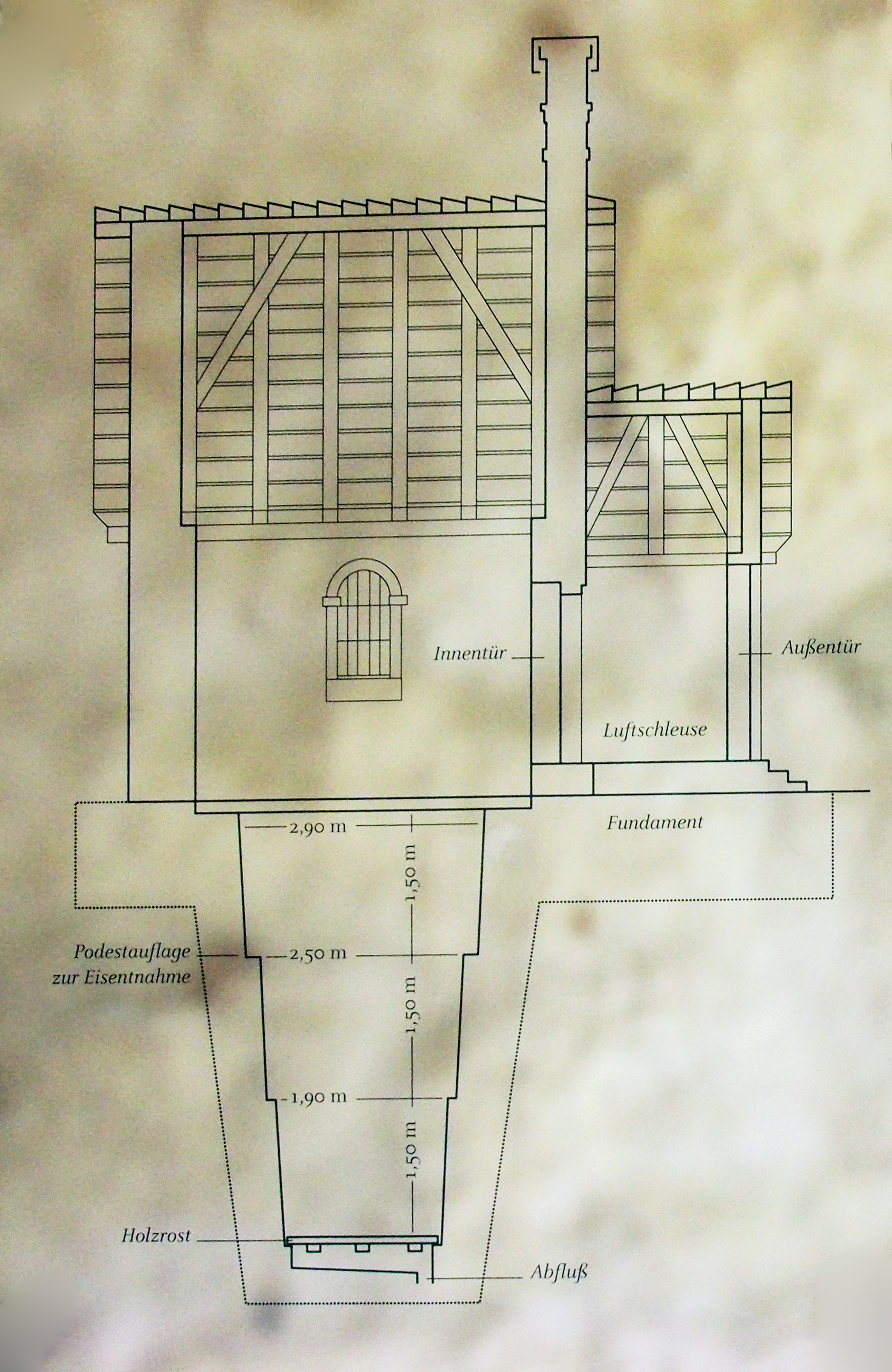
Aufriss des Eishauses
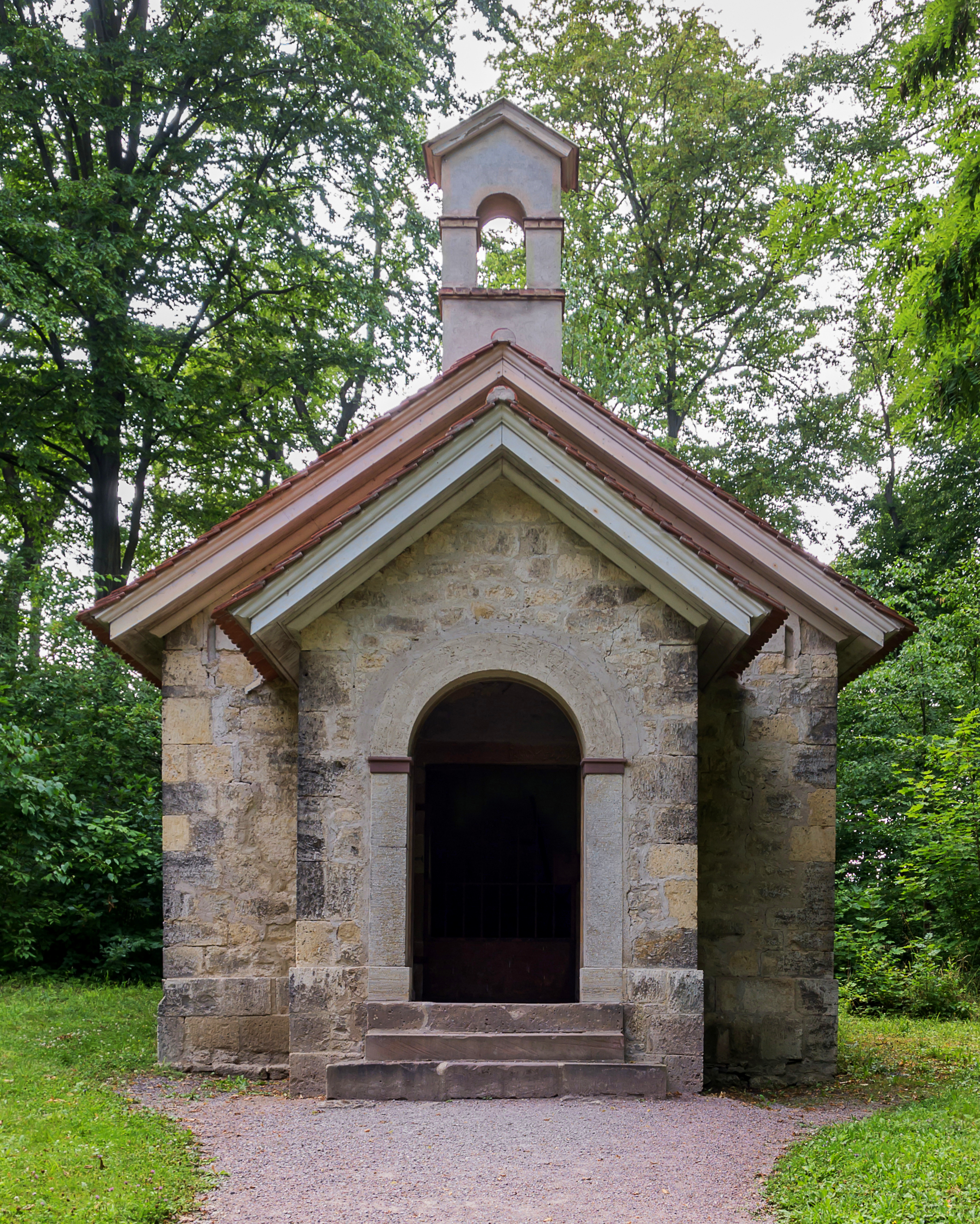
Eishaus